# Spaghetti Funk
La Spaghetti Funk a été un collectif de hip-hop italien. Il comprend J-Ax, Raptuz, Space One, Grido et DJ Zak.

## Biographie
La crew est formée en 1994 par J-Ax, leader d'Articolo 31, aux côtés de Raptuz et le rappeur milanais Space One, d'après une idée de Franco Godi. Initialement, la crew comprend des piliers de la scène hip-hop/funk italienne comme Chief, Solo Zippo, Zappa, Gemelli DiVersi, Reverendo, DJ Enzo et DJ Jad. Spaghetti Funk est l'un des premiers crew italiens.